# Palazzo Palmarice
Il Palazzo Palmarice è un palazzo di Napoli, ubicato in via dei Banchi Nuovi e piazzetta Teodoro Monticelli.

## Storia e descrizione
L'edificio, di fondazione medioevale, venne rifatto completamente dalla famiglia Vernazza, principi di Palmerice, su progetto di Ferdinando Sanfelice. Parte dei lavori furono eseguiti da Antonio Saggese nella realizzazione del portale in piperno; mentre nel 1720 Paolo De Matteis ne affrescò le due gallerie (pagine 586-587).
Il Palazzo Palmarice nel corso degli anni ha subito alterazioni e superfetazioni che hanno alterato le strutture originali, con, ad esempio, la chiusura di alcuni ambienti.
Il complesso architettonico presenta un portale d'accesso in piperno con bugne alternate. La rosta del portale risale al XVIII secolo e presenta un motivo a gigli; fu realizzata dal falegname napoletano Giovanni Albanese. Tuttavia, sulla rosta mancano alcuni pezzi: ad esempio, nel punto dove convergono i raggi manca una conchiglia intarsiata, oggi sostituita con un semplice pezzo di legno semicircolare.
Il cortile è irregolare e presenta dei portali sanfeliciani con profilo mistilineo e bugnati. Sul fondo invece è posta la doppia scala ottagonale realizzata su progetto del Sanfelice.

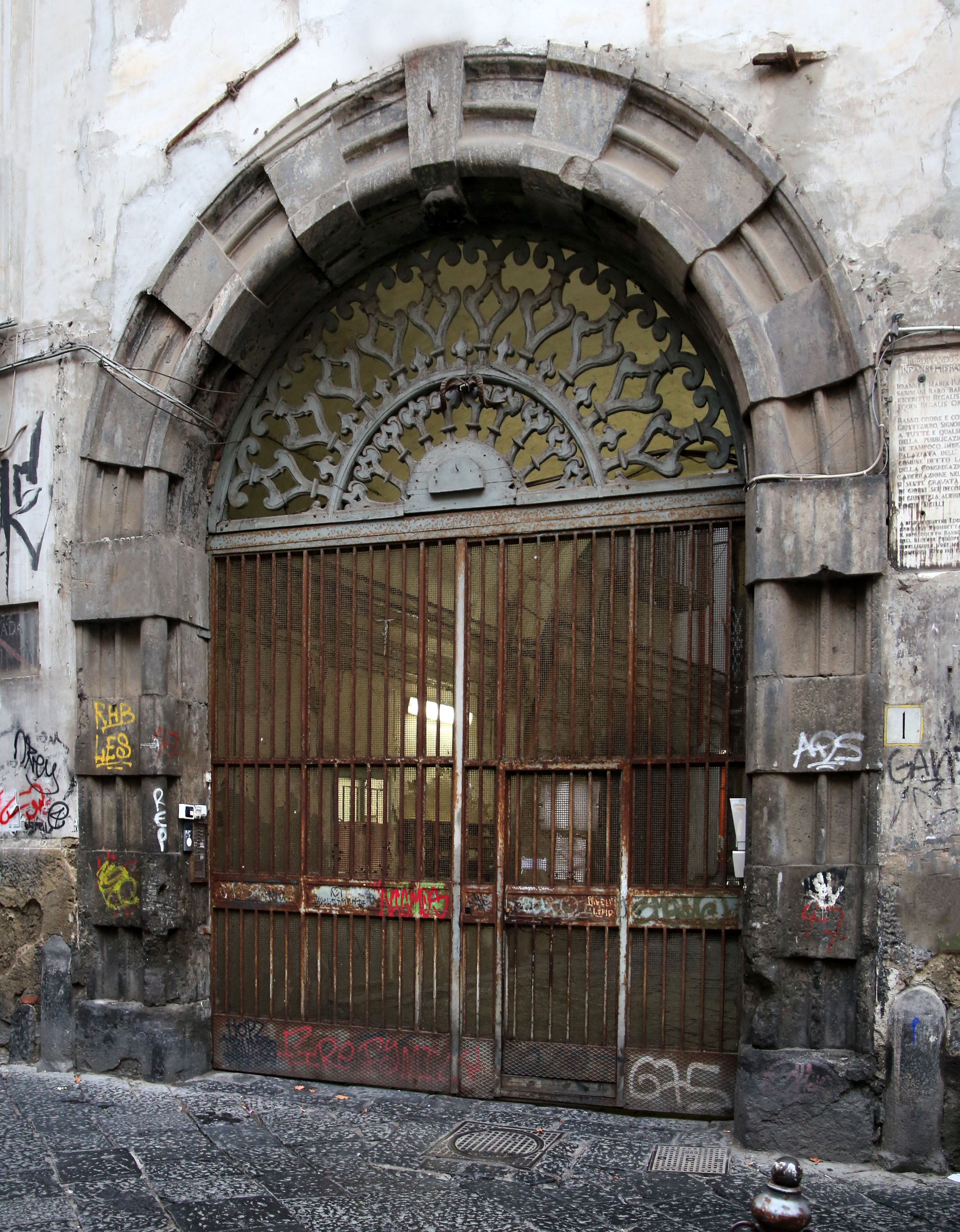
Portale
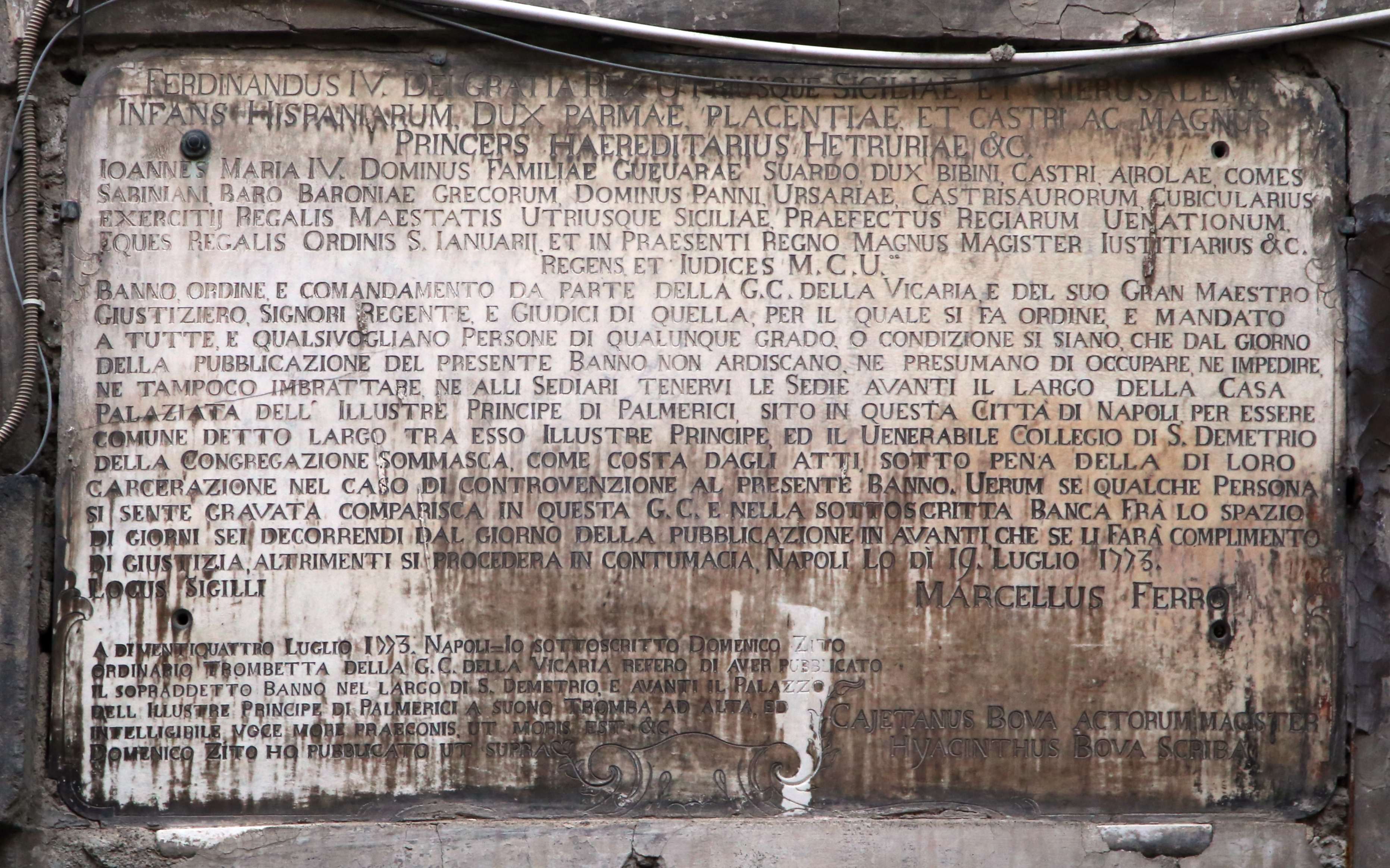
Lapide del 1773
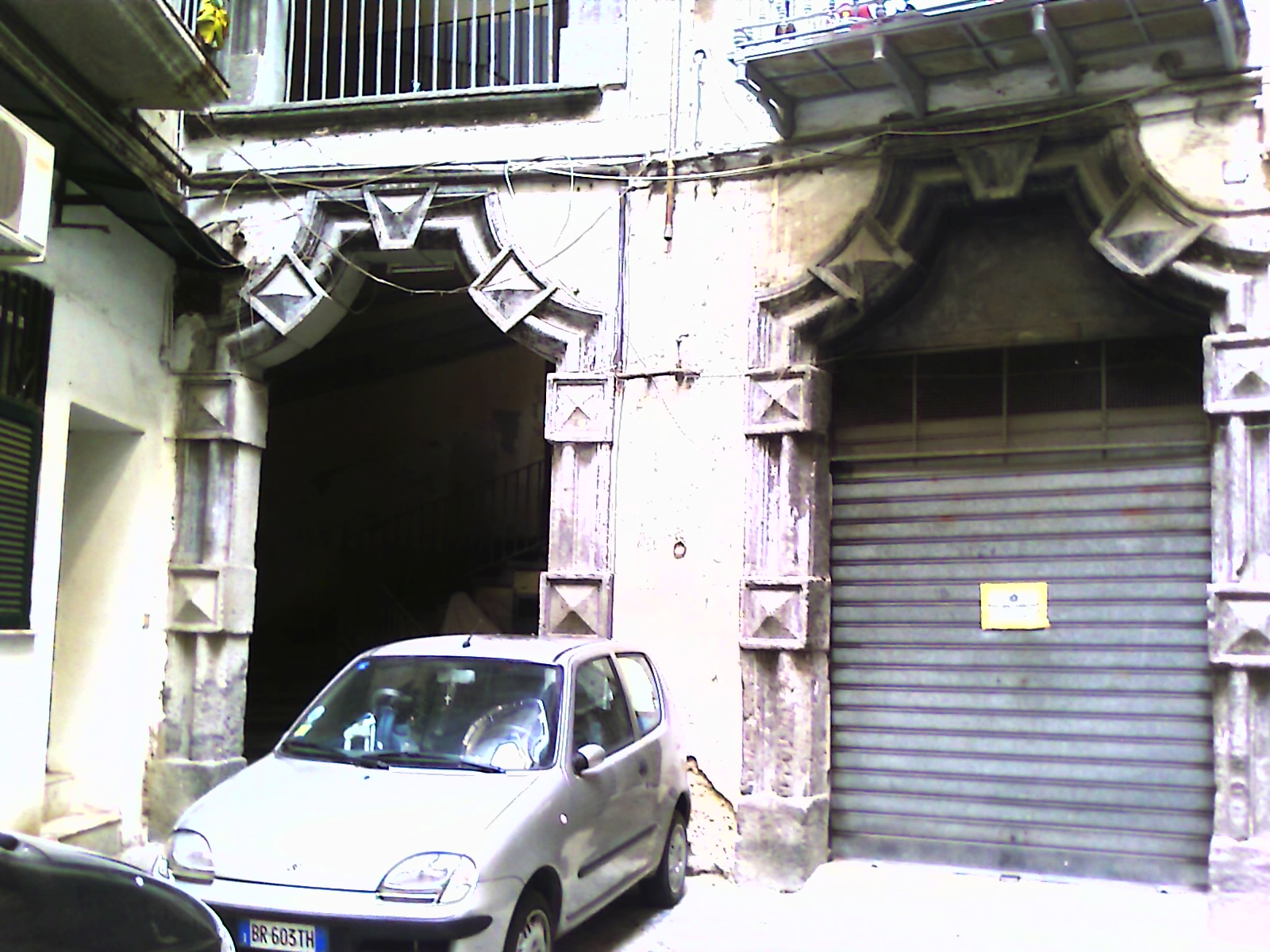
Archi polilinei di accesso alla scala
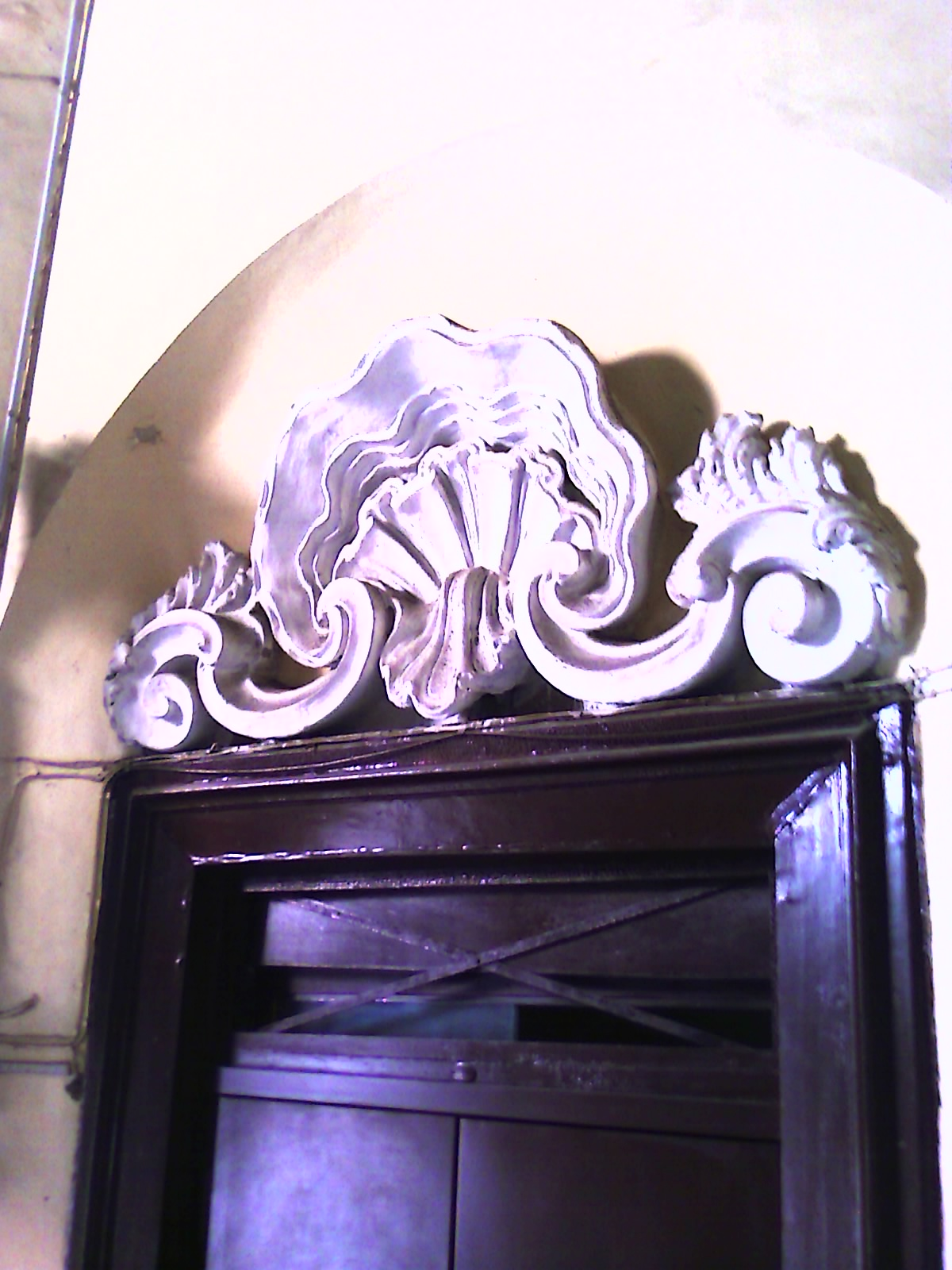
Sovrapporte in stucco